# Amaranthus blitoides
Amaranthus blitoides, o amarant prostrat és una espècie de plata amarantàcia. Normalment fa fins a 60 cm d'alt però pot arribar a fer 1 metre. Floreix de l'estiu a la tardor.
És una planta nativa del centre i est dels Estats Units, però s'ha naturalitzat a tot arreu de la zona temperada incloent els Països Catalans.En alguns llocs es considera una planta invasora.
Les llavors d’Amaranthus blitoides es feien servir com aliment per a molts grups d'amerindis. Entre els zuñi, les llavors en un primer moment es van menjar crues però posteriorment es van fer cuites acompanyant el blat de moro negre en forma de boles.